# 國立彰化生活美學館
國立彰化生活美學館（原國立彰化社會教育館）是一座位於彰化市的文化展覽場所，為文化部附屬機關，成立旨在結合地方與中央推動生活美學運動，推展全民美育、提倡文化創意產業、落實文化公民權，進而營造舒適美麗生活空間。位於八卦山麓，彰化縣政府水利資源處後方，佔地共有 4.5 公頃 ，館舍為連同地下一層的四層樓建築，場地設施除各組行政辦公室外，含大小藝文展覽廳、研習教室，以及展演廳等，可提供人員訓練研習，或各項大小的藝文活動及展覽。

## 歷史
- 1955年，臺灣省政府為加強推行社會教育，即在臺灣北、中、南、東4個地區積極籌備設置省立社會教育館。以原臺灣日治時代民眾教育館舊址（彰化市卦山路3號）籌建社教館，冠名臺灣省立彰化社會教育館。
- 1989年，成立社會教育館基金會。
- 1990年，闢設文房四寶展示研究推廣中心，並開始籌畫興建新館。
- 1996年，改隸臺灣省政府文化處。
- 1998年，回歸臺灣省政府教育廳。
- 1999年7月精省後，改隸教育部並更名為「國立彰化社會教育館」。
- 2008年，改隸屬行政院文化建設委員會並更名為「國立彰化生活美學館」，為四級機構。
- 2011年9月18日，新館（今址）落成啟用。[4]
- 2012年5月20日，從文建會升格為文化部後，改隸國立臺灣美術館，為四級機構。

## 組織

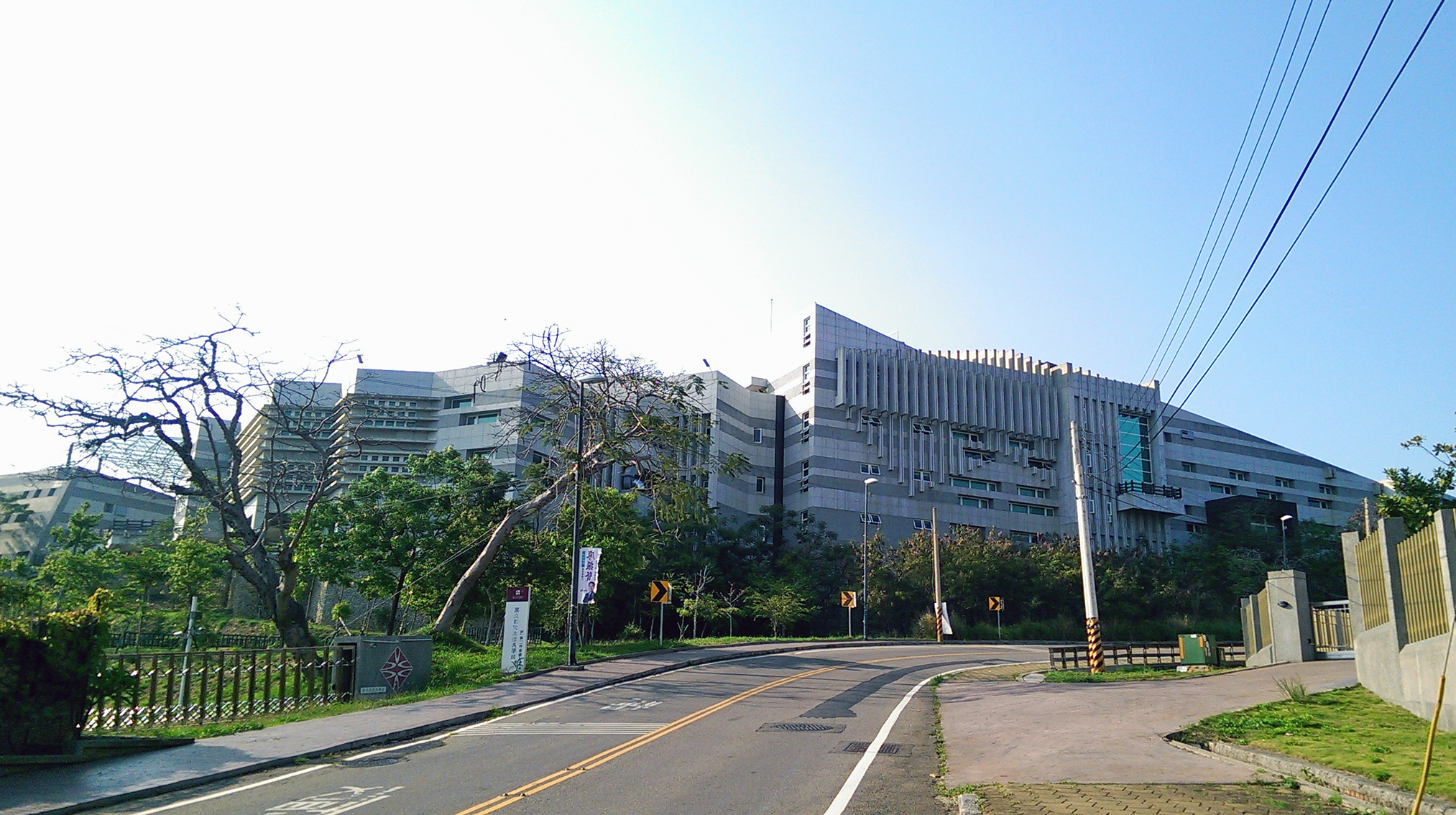
國立彰化生活美學館側面

- 館長
  - 秘書

- 研究發展組
- 推廣輔導組
- 行政室
- 會計室
- 人事室

## 外部連結
- （繁體中文）國立彰化生活美學館 （页面存档备份，存于）